# 창자겹침증

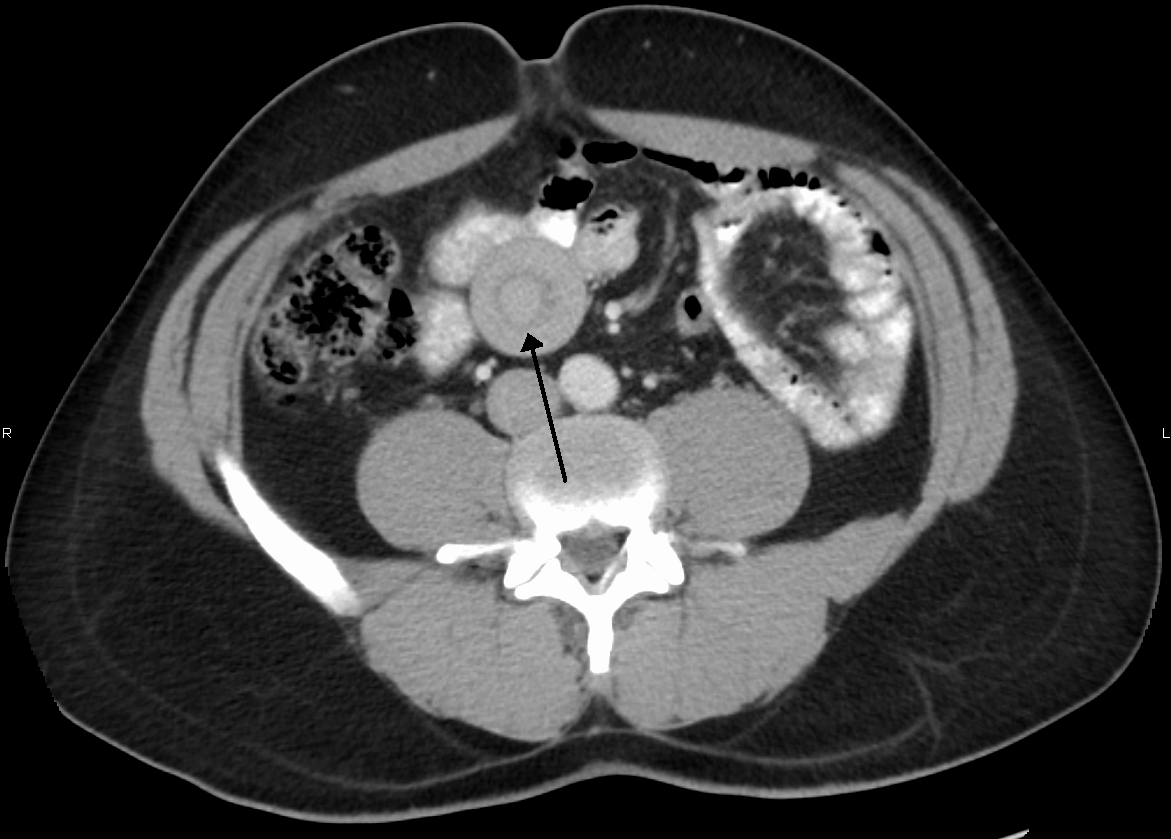

창자겹침증(intussusception) 또는 장중첩증은 장이 말려 들어가는 것을 일컫는다.  주로 소장에서 대장으로 넘어갈 때 일어나는 데, 그 이유는 대장이 갑자기 굵어져서, 소장의 맨 아랫부분인 회장이 대장 앞에 있는 맹장으로 말려 들어가면서 발생한다.

## 발생 빈도
장중첩증의 80%는 생후 6개월에서 2개월의 아이에서 발생하며,  3:2의 정도로 남아에게서 더 많이 발생한다.

## 원인
원인은 정확히 알 수 없다.  재발성은 5-8 퍼센트 정도이다.

## 치료
- 공기 및 조영 정복술
- 수술

## 같이 보기
- 돌잘록창자